# 范無恤
范無恤（?—?），中国春秋時期晋国政治人物，范氏，名無恤。
前615年冬，秦康公伐晋，与晋国三军在河曲（今山西省永济县）决战。赵盾将中军，荀林父佐中军。郤缺将上军，臾骈佐上军。栾盾将下军，胥甲佐下军。范無恤为赵盾驾驶战车，与秦国作战。